# Centsymplia
Centsymplia is een monotypisch geslacht van spinnen uit de  familie van de Lamponidae.

## Soort
- Centsymplia glorious Platnick, 2000